# Chōsokabe Morichika
En aquest nom japonès, el cognom és Chōsokabe.
Chōsokabe Morichika (長宗我部 盛親, 1575 - 11 de maig del 1615) va ser un samurai i dàimio japonès de la província de Tosa durant el període Azuchi-Momoyama i a inicis del període Edo. El seu feu va ser confiscat per Tokugawa Ieyasu després de la batalla de Sekigahara.

## Biografia
Morichika va ser el quart fill de Chosokabe Motochika, vassall de Toyotomi Hideyoshi. El 1614 es va unir a les forces del clan Toyotomi durant el setge d'Osaka en contra del shogunat Tokugawa. Tant el com el seu fill van ser decapitats l'11 de maig de 1615, després de la seva derrota durant la batalla de Tennoji.